# Permanganometrie

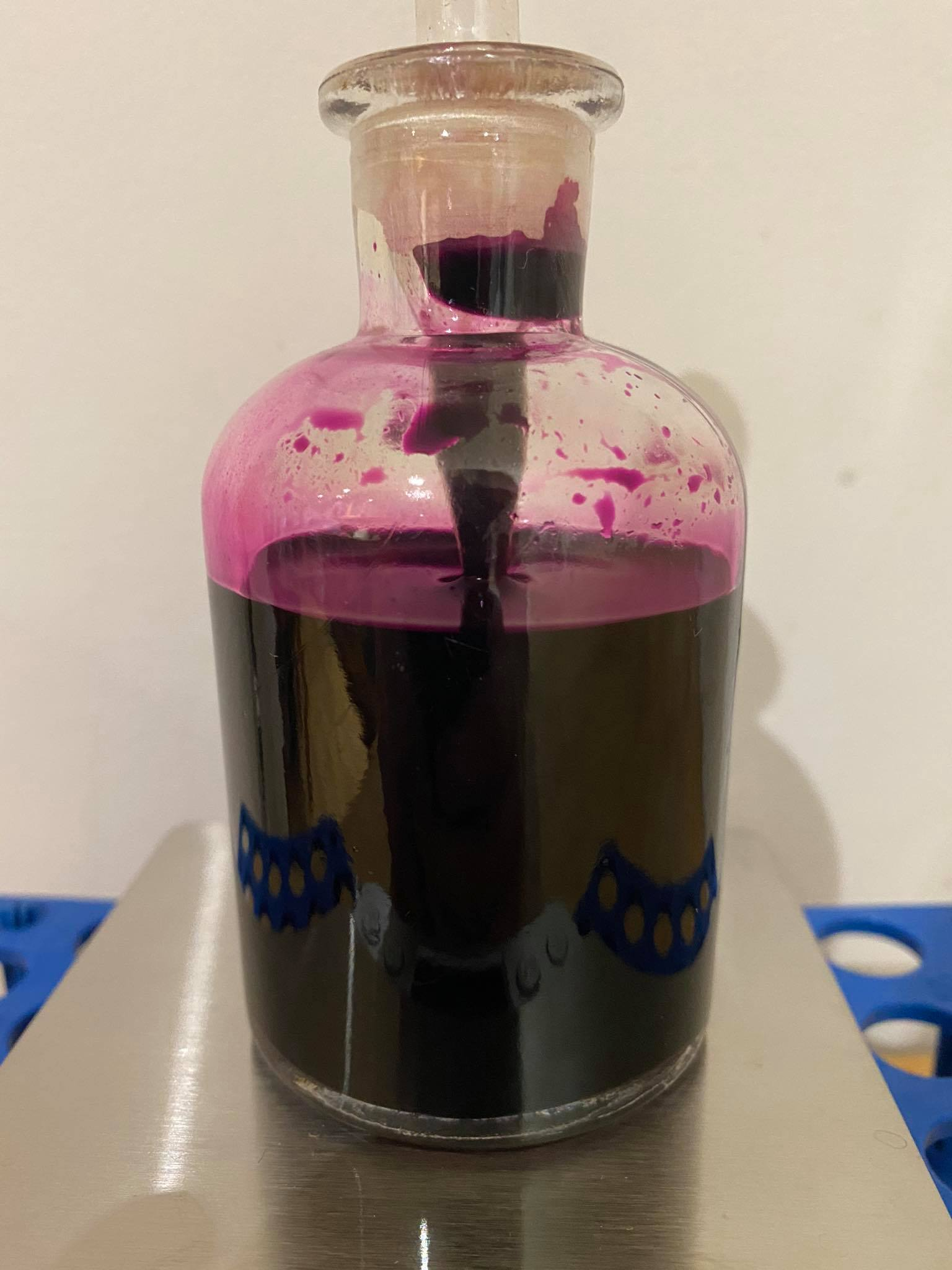
Een waterige oplossing van kaliumpermanganaat. Dergelijke oplossingen worden gebruikt als titrant in permanganometrische titraties.

Permanganometrie is een analytische chemische techniek die wordt gebruikt voor het kwantitatief bepalen van de concentratie van reducerende stoffen in oplossingen. Deze methode maakt gebruik van kaliumpermanganaat (KMnO4) als een titrant om de oxidatie van de te analyseren reducerende stof te bewerkstelligen. De permanganometrie is een vorm van een redoxtitratie.

## Principes
De basis van permanganometrie berust op de oxidatiereactie tussen de permanganaat-ionen (MnO4–) en de reducerende stof in de oplossing. Kaliumpermanganaat is een sterke reductor en reageert met de oxidator, waarbij het zelf wordt gereduceerd tot mangaan(II)-, mangaan(IV)- of mangaan(VI)-ionen. Deze reactie leidt tot een verandering in kleur van de oplossing, en deze kleuromslag wordt gebruikt om het eindpunt van de titratie te bepalen.
Typisch wordt een permanganometrie uitgevoerd in sterk zuur milieu, waarbij permanganaat wordt gereduceerd tot mangaan(II) volgens onderstaande elektrochemische reactie (E° = 1,52 V):
{\displaystyle {\ce {MnO4- + 8H+ + 5e- -> Mn^2+ + 4H2O}}}

## Uitvoering
Tijdens een typische permanganometrische analyse wordt een oplossing van kaliumpermanganaat van gekende concentratie toegevoegd aan de oplossing waarin de te analyseren reducerende stof aanwezig is. Het titreren wordt uitgevoerd totdat de oxidatiereactie tussen permanganaat en de reducerende stof voltooid is. Het moment waarop de kleur van het mengsel permanent verandert tot paars duidt het eindpunt van de reactie aan en maakt het mogelijk om de hoeveelheid verbruikte titrant te meten.
Het eindpunt van de titratie kan worden gedetecteerd door verschillende methoden, zoals visuele kleurverandering, elektrochemische indicatoren of potentiometrische metingen. Deze technieken helpen bij het nauwkeurig vaststellen van het moment waarop de redoxreactie volledig is afgerond.

## Toepassingen
Permanganometrie wordt veelvuldig toegepast in laboratoria voor de analyse van verschillende stoffen, waaronder ijzer, tin, waterstofperoxide, oxalaten, sulfiden en diverse andere reducerende verbindingen.